# Liste der Monuments historiques in Mazeray
Die Liste der Monuments historiques in Mazeray führt die Monuments historiques in der französischen Gemeinde Mazeray auf.

## Liste der Bauwerke
| Bezeichnung                            | Beschreibung                    | Standort                  | Kennzeichnung | Schutzstatus | Datum | Bild           |
| -------------------------------------- | ------------------------------- | ------------------------- | ------------- | ------------ | ----- | -------------- |
| Château de Beaufief                    | Schloss aus dem 18. Jahrhundert | (Lage)                    | PA00104799    | Inscrit      | 1973  | weitere Bilder |
| Kirche La Nativité-de-la-Sainte-Vierge | 12. und 14. Jahrhundert         | Route des Richards (Lage) | PA00104800    | Inscrit      | 1935  | weitere Bilder |

## Liste der Objekte
| Bezeichnung | Beschreibung                                        | Standort                                             | Kennzeichnung | Schutzstatus | Datum | Bild |
| ----------- | --------------------------------------------------- | ---------------------------------------------------- | ------------- | ------------ | ----- | ---- |
| Altar       | Altar mit Retabel; Stein und Stuck, 18. Jahrhundert | in der Kapelle des Château de Beaufief (Lage)        | PM17000195    | Classé       | 1981  |      |
| Grabplatte  | Für Jacques-François Jagueneau; Stein, 1770         | in der Kirche La Nativité-de-la-Sainte-Vierge (Lage) | PM17001389    | Inscrit      | 1984  |      |